# DDR-Rundfahrt 1961
Die 12. DDR-Rundfahrt fand vom 17. bis zum 25. August 1961 statt. Sie war 1.384 Kilometer lang und führte über acht Etappen. Gesamtsieger wurde Gustav-Adolf Schur, der nach 1953, 1954 und 1959 zum vierten Mal die Rundfahrt gewann. Die Mannschaftswertung gewann der SC Wissenschaft DHfK Leipzig I.

## Teilnehmer
An der Rundfahrt nahmen 84 Fahrer aus 14 Mannschaften teil. Mit England, den Niederlanden und Polen waren drei internationale Teams beteiligt. Bis auf England (vier Starter) bestanden die übrigen Mannschaften aus je sechs Fahrern. Die DDR-Mannschaften gliederten sich in fünf Sportklubs und zwei Sportvereinigungen. Vier Sportklubs traten mit zwei Mannschaften an.
Mannschaftsliste:
- SC Dynamo Berlin I und II
- SC Einheit Berlin
- SC Wismut Karl-Marx-Stadt I und II
- ASK Vorwärts Leipzig I und II
- SC Wissenschaft DHfK Leipzig I und II
- Sportvereinigung Dynamo
- Sportvereinigung Lokomotive
- England
- Niederlande
- Polen

## Strecke
Die DDR-Rundfahrt führte über acht Etappen und hatte eine Gesamtlänge von 1.384 Kilometern. 42 Kilometer der zweiten Etappe wurden als Einzelzeitfahren ausgetragen, 164 Kilometer der sechsten Etappe waren ein Bergzeitfahren, das auf den Kyffhäuser hinaufführte. Die Rundfahrt-Strecke mit Start in Ost-Berlin und Ziel in Potsdam verlief durch die südliche Hälfte der DDR. Zwischen Zittau und Nordhausen mussten drei Bergetappen absolviert werden.

## Trikots
Bei dieser Rundfahrt wurden zwei Trikots vergeben: das Gelbe Trikot des Gesamtbesten und das Blaue der besten Mannschaft.

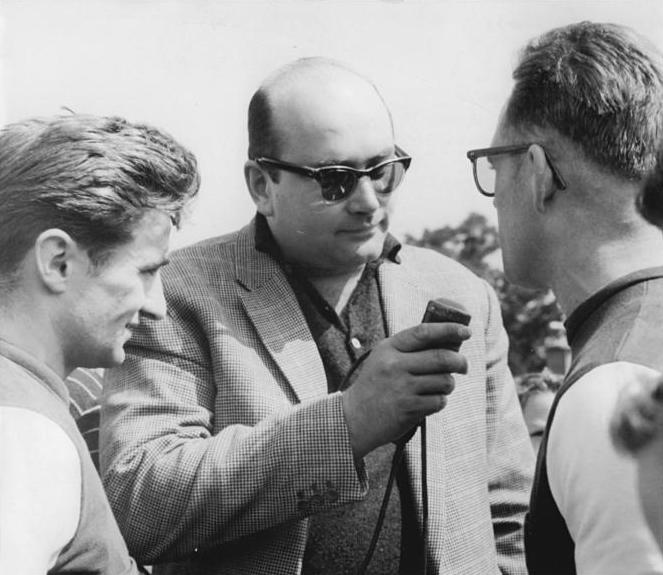
Rundfunkreporter Heinz Florian Oertel (Mitte) mit Bernhard Eckstein (links) und Täve Schur (17. August 1961)

### 1. Etappe:Berlin–Forst, 178 km, am 17. August 1961
|    | Fahrer             | Mannschaft                 | Zeit       |
| -- | ------------------ | -------------------------- | ---------- |
| 1. | Gustav-Adolf Schur | SC Wissens. DHfK Leipzig I | 4:09:43 h  |
| 2. | Cor Schuuring      | Niederlande                | + 0:30 min |
| 3. | Kurt Müller        | SC Dynamo Berlin I         | + 1:00 min |
| 4. | Lothar Appler      | SC Dynamo Berlin I         | + 1:00 min |
| 5. | Eduard Schulz      | SV Lokomotive              | + 1:00 min |
| 6. | Erich Hagen        | SC Wissens. DHfK Leipzig I | + 1:00 min |

### 2. Etappe: Forst –Zittau, 165 km, am 18. August 1961
Der Gesamtsieger dieser Etappe wurde nach Addition der beiden Halbetappen ermittelt. Die Zeitgutschriften gab es nur bei der Gesamtetappe.

#### 1. Halbetappe: Forst –Cottbus(Einzelzeitfahren), 42 km
|    | Fahrer             | Mannschaft                 | Zeit       |
| -- | ------------------ | -------------------------- | ---------- |
| 1. | Gustav-Adolf Schur | SC Wissens. DHfK Leipzig I | 1:06:06 h  |
| 2. | Klaus Ampler       | SC Wissens. DHfK Leipzig I | + 0:04 min |
| 3. | Cor Schuuring      | Niederlande                | + 0:28 min |

#### 2. Halbetappe: Cottbus – Zittau, 123 km
|    | Fahrer             | Mannschaft                  | Zeit       |
| -- | ------------------ | --------------------------- | ---------- |
| 1. | Klaus Ampler       | SC Wissens. DHfK Leipzig I  | 2:57:32 h  |
| 2. | Siegfried Kettmann | SC Wissens. DHfK Leipzig II | + 0:00 min |
| 3. | Gustav-Adolf Schur | SC Wissens. DHfK Leipzig I  | + 0:00 min |

#### Gesamtetappe
|    | Fahrer             | Mannschaft                 | Zeit       |
| -- | ------------------ | -------------------------- | ---------- |
| 1. | Gustav-Adolf Schur | SC Wissens. DHfK Leipzig I | 4:02:38 h  |
| 2. | Klaus Ampler       | SC Wissens. DHfK Leipzig I | + 0:34 min |
| 3. | Kurt Müller        | SC Dynamo Berlin I         | + 1:58 min |
| 4. | Lothar Appler      | SC Dynamo Berlin I         | + 2:20 min |
| 5. | Dieter Wiedemann   | SC Wismut K.-M.-Stadt I    | + 2:44 min |
| 6. | Hans Scheibner     | SC Dynamo Berlin I         | + 2:47 min |

### 3. Etappe: Zittau –Aue, 203 km, am 19. August 1961
|    | Fahrer              | Mannschaft                 | Zeit       |
| -- | ------------------- | -------------------------- | ---------- |
| 1. | Gustav-Adolf Schur  | SC Wissens. DHfK Leipzig I | 5:41:39 h  |
| 2. | Klaus Ampler        | SC Wissens. DHfK Leipzig I | + 0:30 min |
| 3. | Hans Scheibner      | SC Dynamo Berlin I         | + 1:38 min |
| 4. | Kurt Müller         | SC Dynamo Berlin I         | + 1:38 min |
| 5. | Günter Hoffmann     | ASK Vorwärts Leipzig I     | + 1:51 min |
| 6. | Rüdiger Tanneberger | SV Dynamo                  | + 1:51 min |

### 4. Etappe: Aue –Jena, 175 km, am 20. August 1961
|    | Fahrer              | Mannschaft                 | Zeit       |
| -- | ------------------- | -------------------------- | ---------- |
| 1. | Gustav-Adolf Schur  | SC Wissens. DHfK Leipzig I | 5:01:35 h  |
| 2. | Klaus Ampler        | SC Wissens. DHfK Leipzig I | + 0:30 min |
| 3. | Eberhard Butzke     | SV Dynamo                  | + 1:00 min |
| 4. | Bernhard Eckstein   | SC Wissens. DHfK Leipzig I | + 1:00 min |
| 5. | Rüdiger Tanneberger | SV Dynamo                  | + 1:00 min |
| 6. | Manfred Weißleder   | SC Wismut K.-M.-Stadt I    | + 1:00 min |

### 5. Etappe: Jena –Nordhausen, 136 km, am 22. August 1961
|    | Fahrer             | Mannschaft                  | Zeit       |
| -- | ------------------ | --------------------------- | ---------- |
| 1. | Gustav-Adolf Schur | SC Wissens. DHfK Leipzig I  | 3:52:14 h  |
| 2. | Wolfgang Braune    | SC Wissens. DHfK Leipzig II | + 0:30 min |
| 3. | Kurt Müller        | SC Dynamo Berlin I          | + 1:00 min |
| 4. | Peter Härtel       | SC Wismut K.-M.-Stadt I     | + 1:00 min |
| 5. | Eberhard Butzke    | SV Dynamo                   | + 1:00 min |
| 6. | Gerhard Löffler    | SC Dynamo Berlin II         | + 1:00 min |

### 6. Etappe: Nordhausen –Dessau, 164 km, am 23. August 1961
Der Gesamtsieger dieser Etappe wurde nach Addition der beiden Halbetappen ermittelt. Die Zeitgutschriften gab es nur bei der Gesamtetappe.

#### 1. Halbetappe: Nordhausen –Kyffhäuser(Einzelzeitfahren), 24 km
|    | Fahrer           | Mannschaft                 | Zeit       |
| -- | ---------------- | -------------------------- | ---------- |
| 1. | Dieter Wiedemann | SC Wismut K.-M.-Stadt I    | 35:35 min  |
| 2. | Manfred Brüning  | SC Dynamo Berlin I         | + 0:10 min |
| 3. | Hans Scheibner   | SC Dynamo Berlin I         | + 0:40 min |
| 3. | Klaus Ampler     | SC Wissens. DHfK Leipzig I | + 0:40 min |

#### 2. Halbetappe:Bad Frankenhausen– Dessau, 140 km
|    | Fahrer          | Mannschaft         | Zeit       |
| -- | --------------- | ------------------ | ---------- |
| 1. | Kurt Müller     | SC Dynamo Berlin I | 3:34:46 h  |
| 2. | Manfred Brüning | SC Dynamo Berlin I | + 0:00 min |
| 3. | Eberhard Butzke | SV Dynamo          | + 0:00 min |

#### Gesamtetappe
|    | Fahrer             | Mannschaft                 | Zeit       |
| -- | ------------------ | -------------------------- | ---------- |
| 1. | Dieter Wiedemann   | SC Wismut K.-M.-Stadt I    | 4:09:21 h  |
| 2. | Manfred Brüning    | SC Dynamo Berlin I         | + 0:40 min |
| 3. | Klaus Ampler       | SC Wissens. DHfK Leipzig I | + 1:40 min |
| 4. | Hans Scheibner     | SC Dynamo Berlin I         | + 1:40 min |
| 5. | Gustav-Adolf Schur | SC Wissens. DHfK Leipzig I | + 2:05 min |
| 6. | Kurt Müller        | SC Dynamo Berlin I         | + 2:09 min |

### 7. Etappe: Dessau –Stendal, 168 km, am 24. August 1961
|    | Fahrer            | Mannschaft                  | Zeit       |
| -- | ----------------- | --------------------------- | ---------- |
| 1. | Wolfgang Grabo    | SC Wissens. DHfK Leipzig I  | 4:26:02 h  |
| 2. | Wolfgang Braune   | SC Wissens. DHfK Leipzig II | + 0:30 min |
| 3. | Lothar Lingner    | ASK Vorwärts Leipzig II     | + 1:00 min |
| 4. | Helmut Zirngibl   | ASK Vorwärts Leipzig I      | + 2:36 min |
| 5. | Bernhard Eckstein | SC Wissens. DHfK Leipzig I  | + 2:36 min |
| 6. | Kurt Müller       | SC Dynamo Berlin I          | + 2:36 min |

### 8. Etappe: Stendal –Potsdam, 195 km, am 25. August 1961
|    | Fahrer            | Mannschaft              | Zeit       |
| -- | ----------------- | ----------------------- | ---------- |
| 1. | Eduard Schulz     | SV Lokomotive           | 5:07:30 h  |
| 2. | Albertus Boom     | Niederlande             | + 0:30 min |
| 3. | Rüdiger Thomas    | ASK Vorwärts Leipzig II | + 1:03 min |
| 4. | Jan Kozerski      | Polen                   | + 1:03 min |
| 5. | Alex Fessler      | SC Dynamo Berlin I      | + 1:03 min |
| 6. | Siegfried Fessler | SC Dynamo Berlin II     | + 1:03 min |

## Gesamtwertungen

### Gelbes Trikot(Einzelwertung)
|     | Fahrer              | Mannschaft                 | Zeit        |
| --- | ------------------- | -------------------------- | ----------- |
| 01. | Gustav-Adolf Schur  | SC Wissens. DHfK Leipzig I | 36:37:07 h  |
| 02. | Klaus Ampler        | SC Wissens. DHfK Leipzig I | + 05:05 min |
| 03. | Dieter Wiedemann    | SC Wismut K.-M.-Stadt I    | + 05:30 min |
| 04. | Kurt Müller         | SC Dynamo Berlin I         | + 06:30 min |
| 05. | Hans Scheibner      | SC Dynamo Berlin I         | + 10:28 min |
| 06. | Manfred Brüning     | SC Dynamo Berlin I         | + 10:32 min |
| 07. | Eberhard Butzke     | SV Dynamo                  | + 12:07 min |
| 08. | Bernhard Eckstein   | SC Wissens. DHfK Leipzig I | + 15:55 min |
| 09. | Lothar Appler       | SC Dynamo Berlin I         | + 16:55 min |
| 10. | Günter Hoffmann     | ASK Vorwärts Leipzig I     | + 19:38 min |
| 11. | Alex Fessler        | SC Dynamo Berlin I         | + 20:49 min |
| 12. | Helmut Zirngibl     | ASK Vorwärts Leipzig I     | + 21:01 min |
| 13. | Johannes Schober    | SC Wismut K.-M.-Stadt      | + 22:48 min |
| 0 … |                     |                            |             |
| 19. | Rüdiger Tanneberger | SV Dynamo                  | + 30:30 min |
| 0 … |                     |                            |             |
| 51. | Dieter Ruthenberg   | SC Dynamo Berlin           |             |

Der Sieger fuhr das Rennen mit einer Durchschnittsgeschwindigkeit von 35,717 km/h.

### Blaues Trikot (Mannschaft)
|     | Mannschaft                      | Zeit        |
| --- | ------------------------------- | ----------- |
| 01. | SC Wissenschaft DHfK Leipzig I  | 110:18:51 h |
| 02. | SC Dynamo Berlin I              | + 0:00:40 h |
| 03. | SC Wismut Karl-Marx-Stadt I     | + 0:29:57 h |
| 04. | ASK Vorwärts Leipzig I          | + 0:38:58 h |
| 05. | SV Dynamo                       | + 0:45:43 h |
| 06. | SC Wissenschaft DHfK Leipzig II | + 1:59:21 h |
| 07. | Polen                           | + 2:28:04 h |
| 08. | ASK Vorwärts Leipzig II         | + 2:39:01 h |
| 09. | SC Wismut Karl-Marx-Stadt II    | + 2:54:39 h |
| 10. | Niederlande                     | + 3:00:28 h |
| 11. | SC Dynamo Berlin II             | + 3:24:24 h |
| 12. | SV Lokomotive                   | + 4:57:59 h |

### Bester Nachwuchsfahrer
|     | Fahrer          | Mannschaft             | Punkte |
| --- | --------------- | ---------------------- | ------ |
| 01. | Günter Hoffmann | ASK Vorwärts Leipzig I | ?      |